# Пагокі (Флорида)
Пагокі (англ. Pahokee) — місто (англ. city) в США, в окрузі Палм-Біч штату Флорида. Населення — 5524 особи (2020).

## Географія
Пагокі розташоване за координатами 26°49′14″ пн. ш. 80°39′41″ зх. д. / 26.82056° пн. ш. 80.66139° зх. д. (26.820462, -80.661288).  За даними Бюро перепису населення США в 2010 році місто мало площу 14,36 км², уся площа — суходіл.

## Демографія
Згідно з переписом 2010 року, у місті мешкало 5649 осіб у 1684 домогосподарствах у складі 1238 родин. Густота населення становила 393 особи/км².  Було 2002 помешкання (139/км²).
Расовий склад населення:
| - 56,1 % — чорних або афроамериканців - 28,9 % — білих - 0,3 % — корінних американців - 0,3 % — азіатів - 0,1 % — вихідців з тихоокеанських островів - 11,4 % — осіб інших рас |

До двох чи більше рас належало 2,9 %. Частка іспаномовних становила 33,8 % від усіх жителів.
За віковим діапазоном населення розподілялося таким чином: 28,9 % — особи молодші 18 років, 59,2 % — особи у віці 18—64 років, 11,9 % — особи у віці 65 років та старші. Медіана віку мешканця становила 33,2 року. На 100 осіб жіночої статі у місті припадало 104,5 чоловіків;  на 100 жінок у віці від 18 років та старших — 106,5 чоловіків також старших 18 років.
Середній дохід на одне домашнє господарство  становив 38 512 долари США (медіана — 27 348), а середній дохід на одну сім'ю — 44 830 доларів (медіана — 32 471). Медіана доходів становила 31 216 доларів для чоловіків та 25 341 долар для жінок. За межею бідності перебувало 33,8 % осіб, у тому числі 40,4 % дітей у віці до 18 років та 35,9 % осіб у віці 65 років та старших.
Цивільне працевлаштоване населення становило 1892 особи. Основні галузі зайнятості: сільське господарство, лісництво, риболовля — 18,9 %, освіта, охорона здоров'я та соціальна допомога — 17,2 %, мистецтво, розваги та відпочинок — 14,7 %.